# NGC 4173
NGC 4173 é uma galáxia espiral (Scd) localizada na direcção da constelação de Coma Berenices. Possui uma declinação de +29° 12' 26" e uma ascensão recta de 12 horas, 12 minutos e 21,5 segundos.
A galáxia NGC 4173 foi descoberta em 11 de Abril de 1785 por William Herschel.